# Nagykanizsa
Nagykanizsa (phát âm tiếng Hungary: [ˈnɒɟkɒniʒɒ]; tiếng Croatia: Kan(j)iža, Velika Kan(j)iža; tiếng Đức: Großkirchen, Groß-Kanizsa, tiếng Slovene: Velika Kaniža, tiếng Thổ Nhĩ Kỳ: Kanije) là một thành phố cỡ trung bình trong hạt Zala ở phía Tây Nam Hungary. Nó cũng được biết đến trong tiếng Hungary là Kanizsa. Dân số năm 2005 là 51.102 người, diện tích là 334,35 km².
Nagykanizsa nằm không xa hồ Balaton tại điểm giao cắt năm tuyến đường. Trong nhiều thế kỷ, thị trấn đã là một đầu mối kết nối. Hàng hoá từ Slovenia được vận chuyển qua Nagykanizsa đến Graz, và thị trấn đóng một vai trò quan trọng trong thương mại từ Biển Adriatic khu vực Alpine, Viên, và Budapest.